# Hametoun

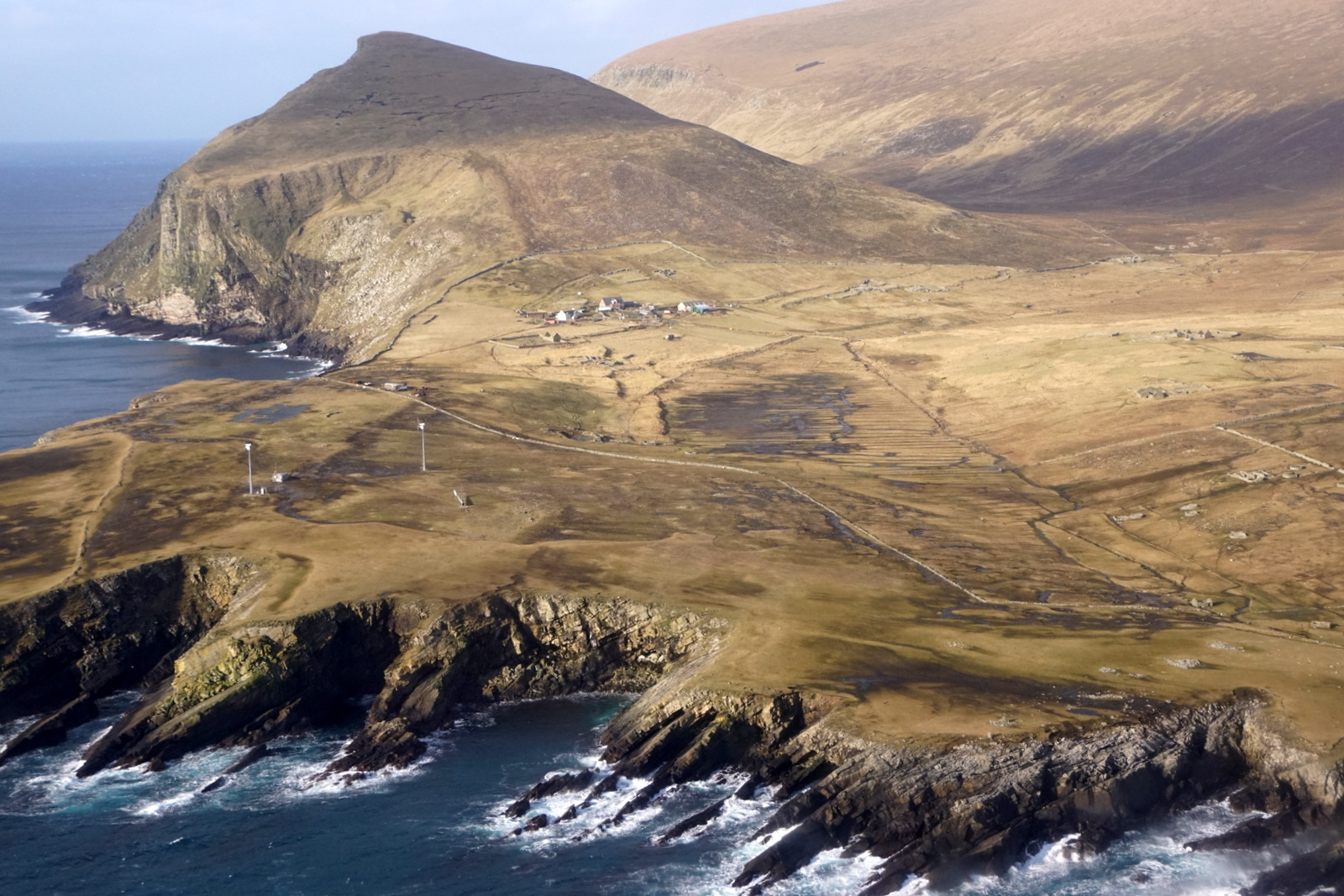
Hametoun und der Berg The Noup

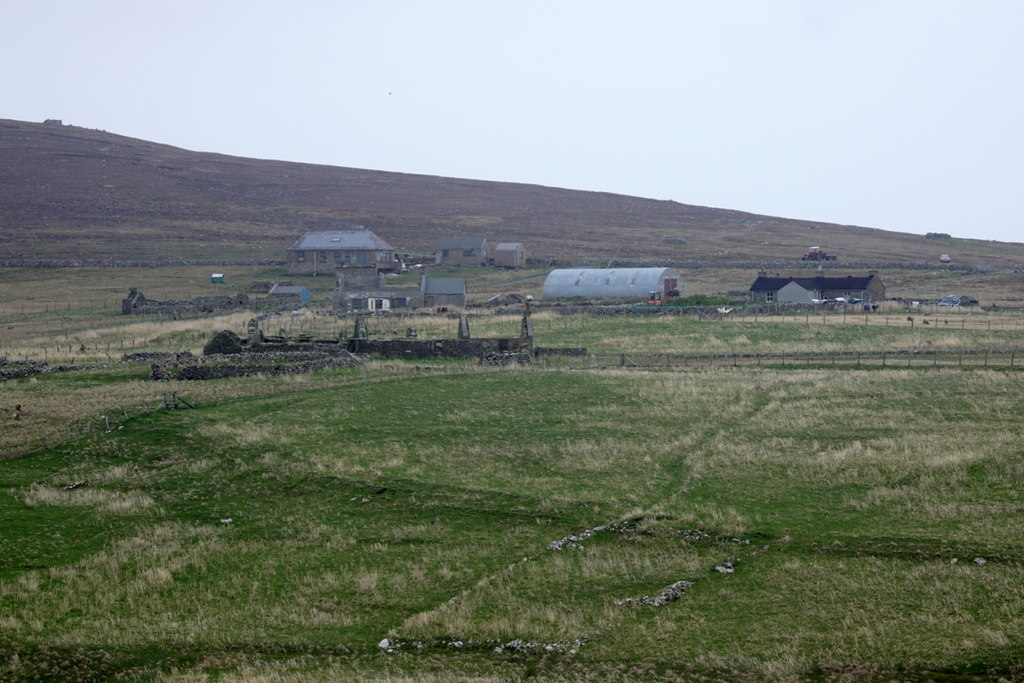
Hametoun aus der Nähe

Hametoun ist eine Ortschaft, die im Südwesten der zu Schottland zählenden Shetlands liegt.

## Geographie
Hametoun (auch Da Hametoon oder Hametun) ist eine lose strukturierte Siedlung von Croftern, die im Süden der Insel Foula liegt. Nach Ham sind es anderthalb Kilometer in nordöstlicher Richtung, etwa gleichweit von Hametoun entfernt liegt Biggings im Südwesten. Im Nordosten steht die Kirche der Insel, im Osten ist der Flughafen zu finden. Überragt wird der Ort im Westen vom 248 Meter Berg The Noup.

## Historisches
Im Rahmen der historischen Gliederung Schottlands in Civil Parishes zählt Hametoun zu Walls and Sandness.